# Georges Louis Schmid
Pour les articles homonymes, voir Schmid.
Georges Louis Schmid von Avenstein est médecin et philosophe suisse né le 12 mars 1720 à Aarau (canton germanophone d'Argovie) et mort à Lenzburg le 30 avril 1805. Membre de la Société helvétique, il est un représentant des Lumières en Suisse.

## Biographie
Il termine des études de médecine à Leyde en 1747.
De 1748 à 1756, il est conseiller à la cour du duché de Saxe-Weimar, avant de rentrer en Suisse.
Il publie des Essais sur divers sujets intéressans de politique et de morale entre 1760 et 1763, qui connaissent un important retentissement européen et feront l'objet de diverses traductions.
Il séjourne à Paris entre 1767 et 1768. 
Ses Principes de la législation universelle, publiés en 1776 relayent les idées de la physiocratie.

## Travaux
- Principes de la législation universelle, A Amsterdam, chez Marc-Michel Rey, 1776 (BNF 31319189). Publiés anonymement.
  - (it) Principi della legislazione universale, Massa, stamp. di S. Frediani, 1787 (BNF 31319190).
  - (es) Traduction en espagnol de Marianno Lucas Garrido, Valladolid, 1821.
  - (es) Traduction en espagnol, Madrid, 1834.
- Traités sur divers sujets interessants de politique et de morale, Paris, 1760 (BNF 31319191).
  - Essais sur divers sujets intéressans de politique et de morale, Aarau, 1761, 2 vol. (BNF 31319187).
  - Traductions en allemand (1764) et anglaise (1772).